# Klaus-Armin Nave
Klaus-Armin Nave (* 15. März 1958 in Köln) ist ein deutscher Molekular- und Neurobiologe.

## Werdegang
Klaus-Armin Nave, Sohn der Soziologin Rosemarie Nave-Herz (* 1935) und des Kinderarztes Heino Nave (1919–1997), studierte von 1977 bis 1983 Biologie, Chemie und Physik an der Ruprecht-Karls-Universität in Heidelberg. Anschließend wechselte er an die University of California, San Diego, wo er 1987 promoviert wurde. Von 1988 bis 1991 war Nave als Postdoktorand am Salk Institute for Biological Studies in La Jolla tätig. Nach seiner Rückkehr nach Europa im Jahr 1991 leitete er eine Arbeitsgruppe am Zentrum für Molekulare Biologie Heidelberg (ZMBH). 1996 folgte seine Habilitation. Ab 1998 war er Professor für Molekularbiologie am ZMBH.
Seit 1999 ist Nave Direktor und Wissenschaftliches Mitglied am Max-Planck-Institut für experimentelle Medizin, seit 2022 am Max-Planck-Institut für Multidisziplinäre Naturwissenschaften in Göttingen. Dort forscht er auf dem Gebiet der Neurogenetik.

## Auszeichnungen
2001 wurde Klaus-Armin Nave mit dem Sobek-Forschungspreis der Sobek-Stiftung ausgezeichnet. Die Stiftung sah in den Arbeiten Naves einen wichtigen Beitrag auf dem Gebiet der Erforschung der genetischen Krankheit Multiple Sklerose. 2014 wurde Nave in die Leopoldina gewählt.